# 仮面うつ病
仮面うつ病（かめんうつびょう）とは、精神症状の代わりに、身体症状が前面に出ることで、精神症状が目立たないタイプのうつ病。身体症状という「仮面を付けたうつ病」を意味する。

## 概要
気分の落ち込みなどより、あらゆる身体症状など、他の症状が「仮面」となって、本源のうつ病を隠してしまう。仮面うつ病の患者はうつ病ではあっても、自身にうつの自覚がないため、内科を受診するが、各種検査でも異常は認められない。医師も見抜けないことがあり、本人の身体的症状に応じ鎮痛剤や胃腸薬などを漠然と処方され続ける場合がある。通常のうつ病に比べて身体症状が強く出るため、自律神経失調症や心気症と診断されることも珍しくなく、誤診が多い疾患である。医師が仮面うつ病であることを説明し精神科や心療内科の受診を勧めても、本人に自覚がないことから頑なに身体的愁訴を訴え、受診しないことがある。

## 原因
原因不明の部分が多く、最近では脳内の神経伝達物質の減少によるといわれている。

## 治療
本質的にはうつ病であるため、うつ病と同様の治療を行う。抗鬱剤などの投薬治療が第一選択となる。身体症状に対するとらわれが著しく、心気症や機能性ディスペプシア(FD)と診断された患者で、FDでの治療に効果がなく、重症化する例が報告されている。この場合、抗うつ剤が処方されなければならない。